# بيتبول

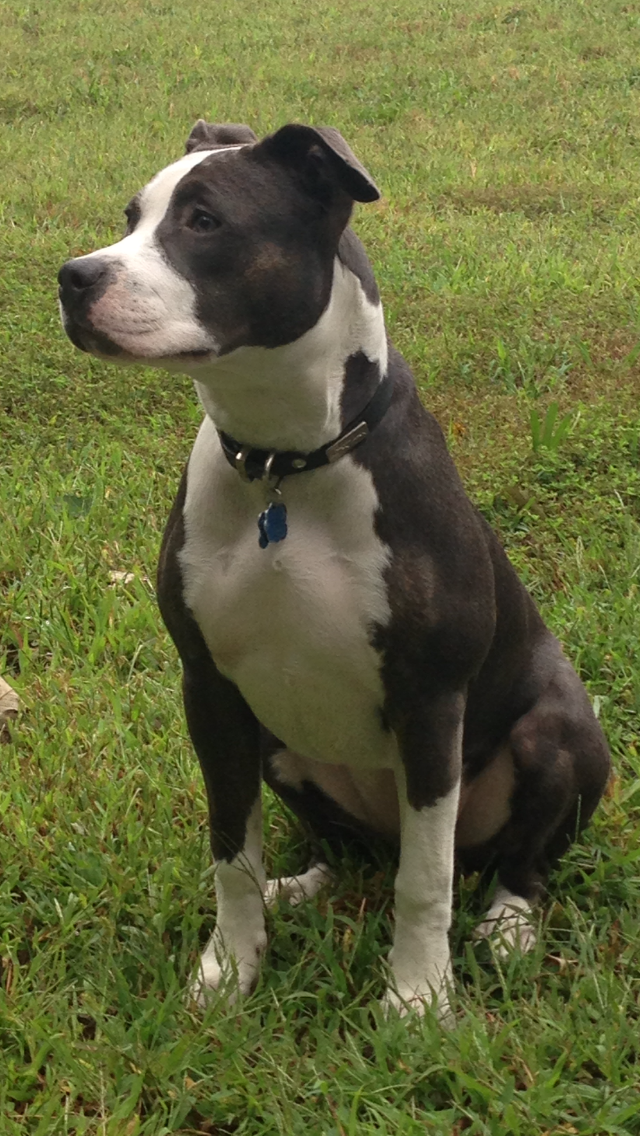
بِتبول

البِتبُل أو البِتبول أو بيدبول (بالإنجليزية: Pit Bull)‏ هجن كلب البِتبول من عدّة أنواع من الكلاب للحصول على كلب بمميزات عالية من حيث القوة الهجومية والشراسة، مما جعله يصنف كأكثر الكلاب شراسة وعدوانية والأقوى بينها. تخافه معظم الكلاب لشراسته، إلا أنّه يعرف بطبعه الودود والوفي تجاه مربيه، إلا في الحالات التي يتعرض فيها لسوء المعاملة والضرب فيمكن أن يتسبّب بالأذى لمربيه نتيجة ذلك. بالرغم   أنّه قناص الهدف من تهجين كلاب البِتبول الاستعانة بها في صيد المواشي الضخمة، إلا أنّ قوته وشراسته جعلت الكثير من مربيه يلجؤون إلى استخدامه في المباريات والنزالات الشرسة التي تقام بين الكلاب، حيث يمتاز عن غيره من الكلاب المشاركة في هذه النزالات بقدرته على القتال لوقت طويل دون الاستسلام، حتى لو أدى ذلك إلى موته لشدة طبعه العنيد وعادة يتم قطع أذنيه لكي لا يتألم عند القتال.

## أصل الكلب
يرجع أصل الكلاب المقاتلة إلى جذور ال Molossus وهو الأصل القديم والذي نشأت منه كلاب تعرف ب Bull-baiting Dogs والتي أخيرا تم تهجينها مع كلاب سلالة تيرير Terriers وذلك لرفع نسبة التضيق والتمكن من الفريسة أثناء الصيد وزيادة القدرة القتالية في مقاتلة الكلاب الأخرى. ولسنوات عديدة فإن لقب أو اسم Bull) قد أصبح يطلق على أي كلب من مجموعات الكلاب المقاتلة. قام نادي United Kennel بالولايات المتحدة بتسجيل هذه السلالات وفقا لأصلها وفي نفس الوقت عملت على تنظيم وترتيب برنامج قتال ومعارك الكلاب، ولكن يعتبر قتال الكلاب شيء غير شرعي لذلك لا يزال قتال الكلاب يقام في الخفاء وفي الأماكن المستورة تحت الأرض دون الحصول على موافقة النادي (Ukc). وفي الحقيقة فإن الناديين (Ukc و Akc)  يعتبران أي كلب وصاحبه متورطان في عملية قتال الكلاب وعراكهما أو كل من له علاقة بتنظيم هذا القتال يعتبرون خارجون عن القانون. وقد تم إيقاف معركة الكلاب الدامية التي كانت تجري في الماضي ولم تعد يسمح بها الآن في معارض الحلقات وحلبات الصراع. بالرغم من أن محامي الدفاع عن إقامة تنظيم قتال الكلاب قد قدموا أعذارا بدعاويهم قائلين أن معارك الكلاب تنتهي خلال بضع دقائق وأن عدد الكلاب التي تموت قليلة جدا وأن بعض المباريات تستمر لمدة ساعتين إنها محزنة ولكنها الحقيقة، والحقيقة أن مفوضية رعاية الحيوان وتنظيمه التابع لولاية شيكاغو قد قدرت أن 1500 كلب يموتون سنويا وذلك نتيجة لمعارك وقتال الكلاب الذي يتم تنظيمه. هذه المعارك تجذب المغامرين والمراهنين الكبار في شبكة هجوم واحدة تضم عشرون شخصا في مغامرة على مبلغ من المال قيمته 500,000 دولارا أمريكي ومعهم أسلحة غير شرعية ومجموعة من المخدرات. هذه الكلاب كانت ضحية لمثل هذه المعارك والتكهنات في السنوات الأخيرة. وهذه الكلاب لأسباب عداوتها الفطرية والغريزية تجاه الحيوانات الأخراى فقد وضع في عين الاعتبار وأعتقد أنها ستقوم بمهاجمة الناس، ولكن وللأسف الشديد هذه العدوانية قد تم بحثها وتشجيعها وبصورة حاقدة تم تضخيمها وترويجها بواسطة بعض أصحاب هذه الكلاب من ذوي السمعة الرديئة هؤلاء الناس قد قاموا بتضليل غرائز الكلاب وفطرتها نحو كل الحيوانات وكل الناس. وقد وجدت السلالة انتقادا لاذعاً في الصحف، ومن ثم فقد قام أصحاب كلاب سلالة البتبول وهم شرعيون ومكرسون جهودهم المخلصة في تربية السلالة بدفع ثمن هذه الافتراءات فيما ترتب على خسارتهم بتربية كلابهم منذ أن أصبح تربية السلالة غير قانونية في العديد من المجتمعات. إن هذه السلالة ذات الصفة المزاجية نحو التمرد عن القواعد والقيود لذلك يجب تنشأتها اجتماعيا منذ مرحلة طفولتها ويتم تدريبها وبصورة متقنة. والجدير بالذكر أن ليس كل سلالة البتبول سيئة ولكنها كلاب قوية وعندما يتم تجريبها فإنها تهجم وتقتحم الفريسة وتعمل على تهشيم عظامها مع عض باتر ومشوه لأعضاء جسم الفريسة، لذلك يجب شراؤها واقتناؤها بواسطة الناس الراغبين والذين لهم القدرة والخبرة الكافية لتسير قدرة هذا الكلب في القنوات التي تؤدي في نهاية المطاف إلى الأمر المفيد والمرجو. إن كلاب البتبول كلاب قوية وضليعة وصامدة وثابتة وفي نفس الوقت كلاب شجاعة ومع ذلك فإنها متساهلة وهادئة، الأذان مقلومة، مسايسة الحيوان في الغالب لا توجد ولكن.. ابتسامة كلاب سلالة البتبول وألعابها الهزلية الطريفة قد عملت على تقريب هذه السلالة واستمالة واستعطاف أصحابها وغيرهم إليها.
كلاب البِتبول صنفت عالميا بأنها أشرس كلاب في العالم ويكون في المركز الثاني الروت وايلر والثالث الجيرمان شيبارد أو الراعي الألماني
و إذا كنت تتسائل عن كيفية تحسين منظر هذا الكلب وجعله يتمتع بالعضلات مارس معه رياضة الجري لمدة نصف ساعة يوميا  والمشي لمدة ساعة واجعله يقفز كثير وعندما يطيع أمرك أعطيع مكافئة ولكن هذا الكلب لا يصلح للحياة في المنازل ومع الأطفال إلا إذا كان مدرب تدريب ممتاز .
- الحجم: متوسط
- التمارين: يتقبل التدريب
- ارتفاعه: 46 - 49 سم الذكر | 43- 46 سم الأنثى
- التغذية: متوسطه
- الوزن: 25 - 30 كغ الذكر | 20 - 25 كغ الأنثى
- المزاج: شجاع، وسائد لطيف مع الصغار
- المسايسة: متوسطة

### أنواع الكلاب البِتبول
- كلب بول تيري
- البِتبول المكسيكي
- كلب ستافورد  شاير بول تيري
- كلب بولي
- كلاب ستفولير
- كلاب الكولبي